# Wielki Kopieniec (Dolina Olczyska)
Wielki Kopieniec, Kopieniec Wielki (1328 m) – szczyt wznoszący się w reglowej partii Tatr Zachodnich, pomiędzy Doliną Olczyską a Dolinką Chłabowską. Od Królowego Grzbietu oddziela go Przysłop Olczyski (ok. 1250 m), od sąsiedniego Małego Kopieńca (1167 m) Przełęcz między Kopieńcami (1109 m). Ma dwa wierzchołki znajdujące się w odległości ok. 200 m od siebie (wyższy jest wschodni).

## Opis szczytu
Zbudowany jest z wapieni i dolomitów środkowego triasu. W przeszłości cały masyw wchodził w skład Hali Kopieniec i był wypasany aż po wierzchołek. U jego wschodnich podnóży znajduje się polana Kopieniec (lub Polana pod Kopieńcem), na północno-zachodnich stokach polana Szałasiska, a na Przełęczy między Kopieńcami Polana między Kopieńcami. Wypasanie owiec na jego stromych stokach spowodowało ogromną ich erozję – zadeptana przez owce gleba uległa zmyciu w czasie ulewnych deszczów. Po włączeniu go do obszaru Tatrzańskiego Parku Narodowego zniesiono wypas i rozpoczęto regenerację jego zboczy. Obecnie są one w znacznym już stopniu zalesione, ale sam wierzchołek jest skalisty i goły, nie brak też wystających ponad poziom zbocza gołych skał wapiennych. Później przywrócono wypas kulturowy, ale tylko na Polanie pod Kopieńcem.
Na południowo-zachodnim stoku Wielkiego Kopieńca w katastrofie lotniczej w Dolinie Olczyskiej 11 sierpnia 1994 r. spadł wracający z akcji ratowniczej helikopter TOPR. W wyniku wypadku zginęło 2 jego pilotów i 2 ratowników TOPR.
Nazwa Kopieniec pojawia się w dokumentach już w 1632 r. Pierwszymi, którzy weszli na jego szczyt na nartach w zimie, byli Mieczysław Karłowicz i Mariusz Zaruski (1908). Ze szczytu roztacza się rozległy widok obejmujący całe niemal Tatry – od Hawrania aż po Osobitą. Szczególnie dobrze widać stąd obszar Doliny Suchej Wody.
W gwarze podhalańskiej kopieńcem nazywa się górę o kształcie podobnym do kopca. W Tatrach jest jeszcze drugi, również reglowy szczyt o tej samej nazwie – Wielki Kopieniec ponad Doliną Chochołowską.
Ciekawa flora roślin wapieniolubnych. M.in. stwierdzono tutaj występowanie goryczuszki lodnikowej – bardzo rzadkiej rośliny, w Polsce występującej tylko w Tatrach i to w nielicznych tylko miejscach (ok. 10 w całych polskich Tatrach). Znaleziono tutaj także na wysokości 1310 m rzadkiego w Polsce storczyka dwulistnika muszego i jest to najwyżej w Polsce położone stanowisko tej rośliny.

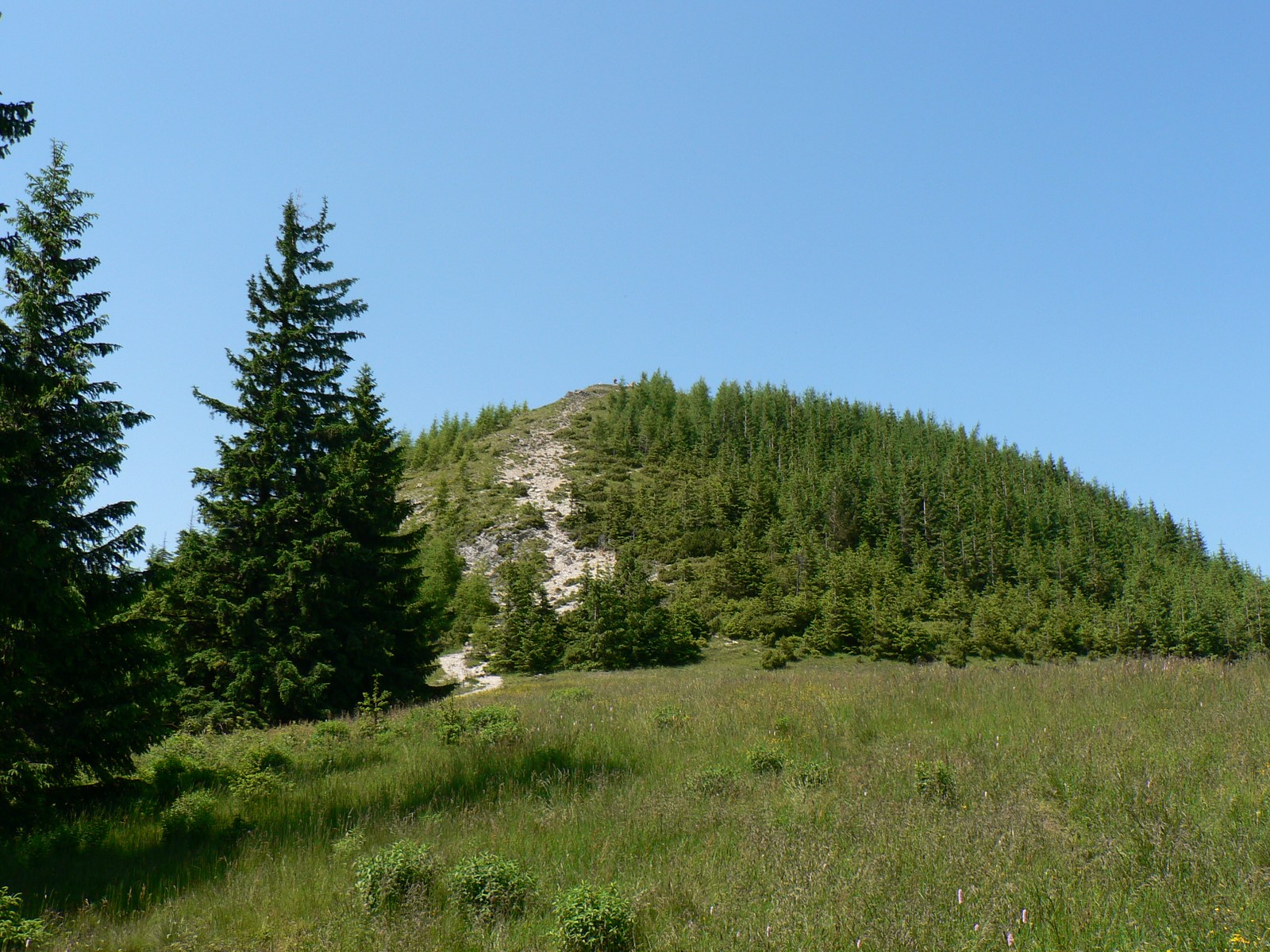
Kopieniec z polany Kopieniec
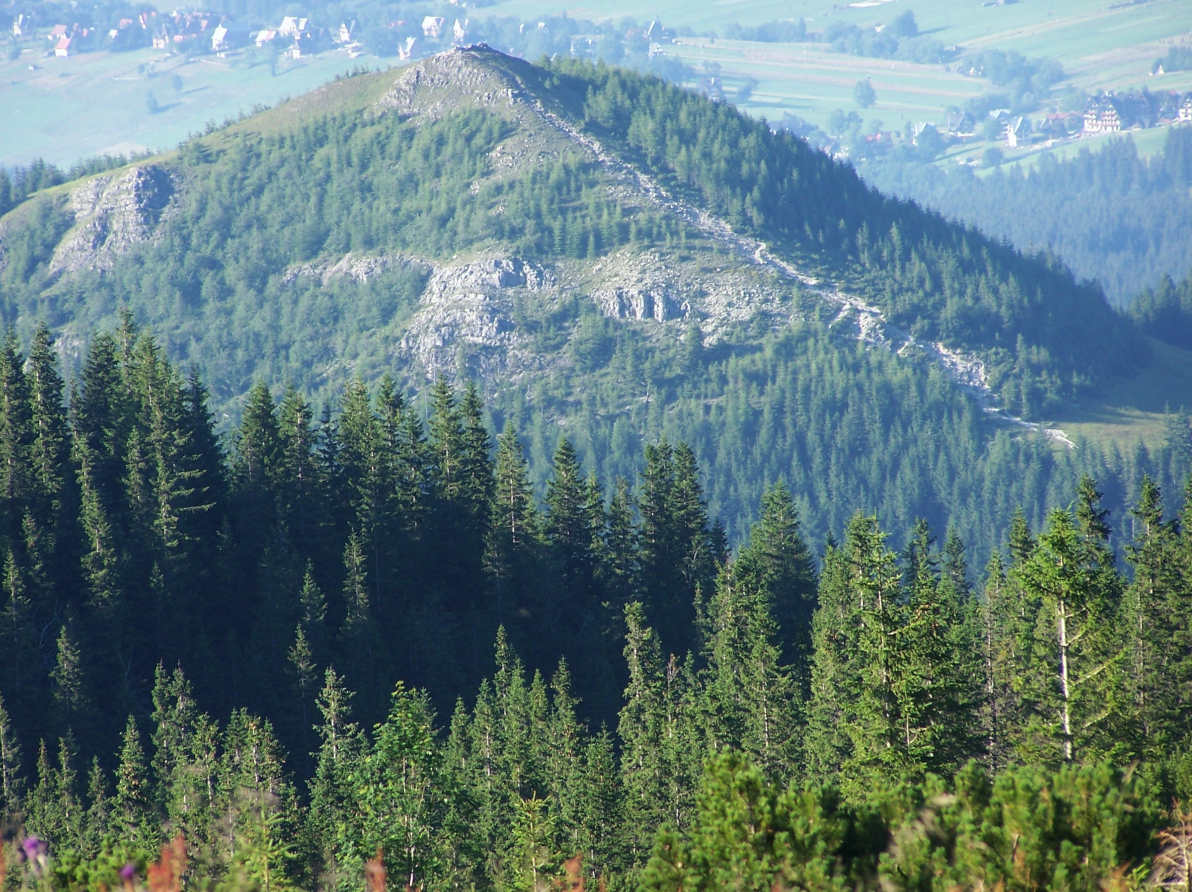
Zerodowane i odnawiające się stoki Wielkiego Kopieńca
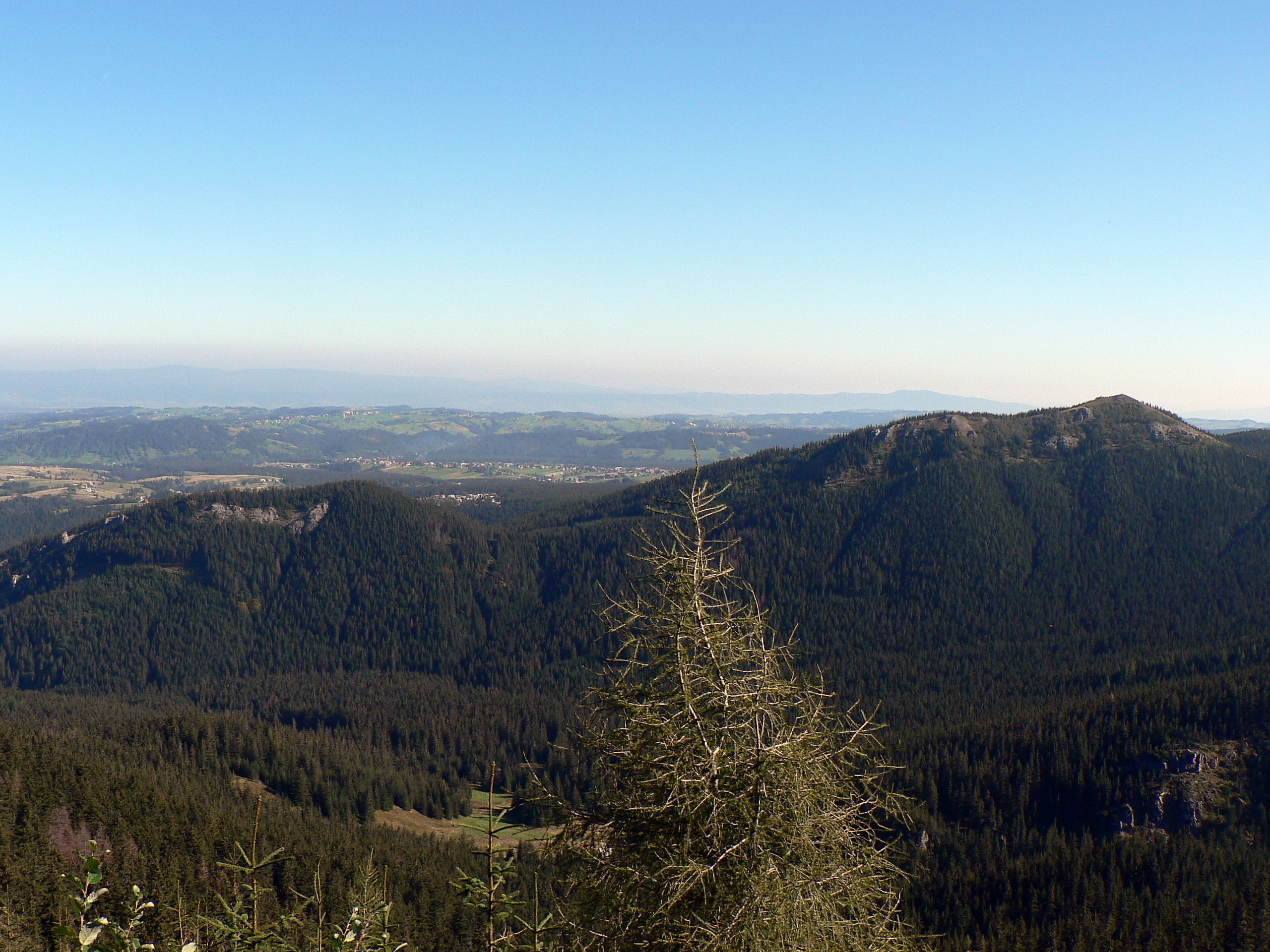
Mały i Wielki Kopieniec, widok ze Skupniowego Upłazu
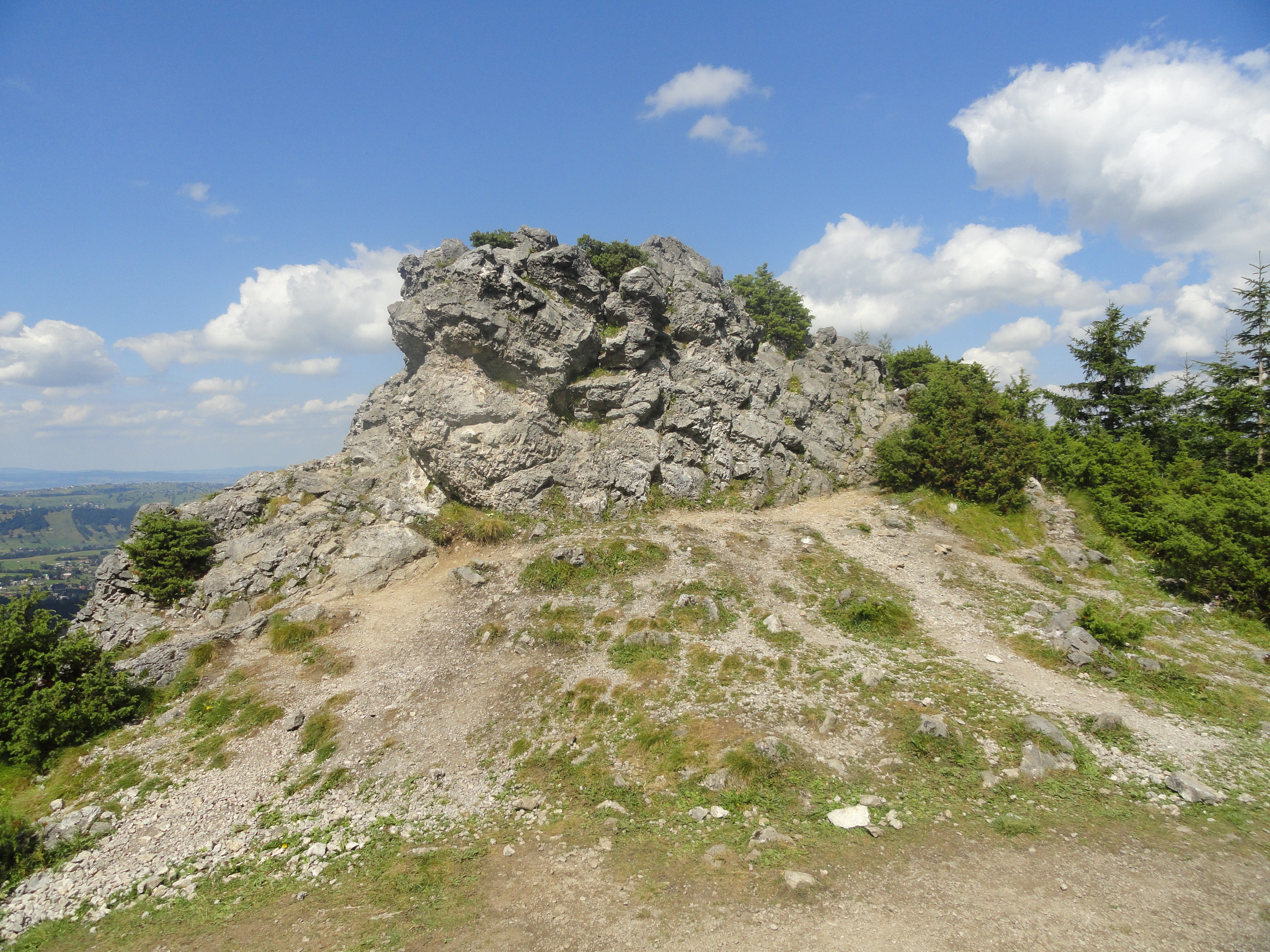
Szczytowe skały

## Szlaki turystyczne
– zielony z Toporowej Cyrhli przez Wielki Kopieniec i Dolinę Olczyską do Jaszczurówki. Na polanie Kopieniec szlak rozgałęzia się; jedna jego nitka prowadzi przez szczyt Kopieńca, druga omija go prowadząc przez płaską polanę Kopieniec. Przed wejściem do Doliny Olczyskiej obydwie nitki szlaku łączą się znowu.
- Czas przejścia z Toporowej Cyrhli na wierzchołek Kopieńca: 1:10 h, ↓ 1 h
- Czas przejścia z Kopieńca do Jaszczurówki: 1:20 h, ↑ 1:40 h